# Ploceus albinucha
Ploceus albinucha là một loài chim trong họ Ploceidae.